# アシュクロフト対表現の自由連合裁判
アシュクロフト対表現の自由連合裁判（アシュクロフトたいひょうげんのじゆうれんごうさいばん、Ashcroft v. Free Speech Coalition）535 U.S. 234 (2002)は、アメリカ合衆国連邦最高裁判所がアメリカにおける児童ポルノ防止法（Child Pornography Prevention Act of 1996）のバーチャル児童ポルノを禁止した2つの過度に広範な規定が、「相当量の合法的な表現を行う自由」を制限していると判断し、違憲判決を出して無効にした裁判である。この事件では、「ヌーディストライフスタイルを提唱する本の出版社」ボルド・タイプ株式会社、ヌードを描く画家ジム・ギンガーリッチ、エロティックな画像を専門とする写真家のロン・ラファエリと共に、「カリフォルニア州における大人向けエンターテインメント産業の事業者団体」である表現の自由連合（Free Speech Coalition）が政府を提訴した。連邦最高裁は、これらの2つの条文を無効にすることにより、合衆国憲法修正第1条で保護されない表現を拡大させるという政府の試みを拒絶した。

## 事件の背景
2つの関連する表現が、合衆国憲法修正第1条によって保護されないと、以前の判例によって確立していた。ミラー対カリフォルニア州事件 413 U.S. 15 (1973)において、連邦最高裁判所は、合衆国憲法修正第1条によって保護されないとして政府が「猥褻」を制限することを認めていた。 また、ニューヨーク州対ファーバー事件 458 U.S. 747 (1982)において、連邦最高裁は、政府が児童ポルノの頒布を制限することを認めた。また、連邦最高裁は、ファーバー事件の判例から、オズボーン対オハイオ州事件で児童ポルノの単純所持を禁止する州法を合憲とした。

### 問題の法律
1996年以前、アメリカ合衆国議会は、ファーバー事件で示された基準によって児童ポルノを定義していた。議会は1996年に児童ポルノ防止法（Child Pornography Prevention Act of 1996、CPPA）を新たに可決し、児童ポルノの定義には含まれていなかった2つの表現カテゴリに関する条文を追加した。1つは、「性的に明示的な行為をしている未成年者、または未成年者のように見える、写真、映画、ビデオ、絵画、コンピュータ映像またはComputer Generated Imageryや写真を含む、あらゆる視覚的描写」を禁止するものだった。裁判所は、この規定は「コンピュータによる画像や、より伝統的な方法で作成された画像を含む、バーチャル児童ポルノと呼ばれることのある範囲の描写を捕捉している」と認識した。もう1つは、「未成年者が性的に露骨な行為に従事する印象を与える方法で宣伝、贈呈、記載、配布すること」を禁止するものだった。

### 訴訟
議会の拡大した児童ポルノの定義が正当な活動を危険に晒す恐れがあることを危惧した表現の自由連合は、カリフォルニア北部地区連邦地方裁判所でCPPAが違憲だとして施行を阻止する訴訟を起こした。彼らは、性的活動に従事する子供たちのように見える画像を禁止する最初の条項と、性的活動に従事する未成年者を描写する画像の印象を与える表現を禁止する条項が、過度に漠然としていて、彼らの正当な仕事に対する不利益を齎すと考えた。地裁は、「ロミオとジュリエットのような性的作品が刑事禁制品として扱われることはほとんどない」と主張し、訴えを退けた。
第9巡回区控訴裁判所は、バーチャル児童ポルノが視聴者を違法行為に従事させるような影響はないとし、政府が表現を禁止することはできないと判断し、下級審を覆して違憲判決を出した。CPPAは、実在の子供を搾取しておらず、猥褻でもない作品を禁止しているため、その規定は実質的に過大であり違憲との判決を下した。裁判所は、大法廷で事件を再審することを拒否した。政府は連邦最高裁判所に上告した。連邦最高裁判所は、第9巡回区控訴裁判所の判決が他の4つの控訴裁判所の判例と異なっていたことから、最上級審の必要性を認め、この事件の審議を開始した。最終的に、連邦最高裁判所は第9巡回区控訴裁判所の違憲判決を支持した。 

## 多数意見
「議会は表現の自由を侵害する法律を作らない」べきであり、保護された表現に刑事制裁を課すことは、「表現抑圧の深刻な例」である。同時に、子供の性的虐待は、「犯罪であり、人々の道徳的本能に反する行為」である。議会は、子供を虐待から守るための有効な法律を通過させるかもしれない。しかし、この事件で争点となっているCPPAの2つの条項の大きな問題は、猥褻や児童ポルノの定義が過度に広範であることだった。
連邦最高裁は、この法律の下ではルネサンスの絵画も性的に明示的な行為をしている未成年者のように見える絵に含まれることを指摘し、性的に明示的な行為をしている17歳の人物のように見える絵は、常にコミュニティの基準に違反するものではないとした。そして、「CPPAは、真剣な文学、芸術、政治、または科学的価値の有無にもかかわらず、表現を禁止している」と結論付けた。 特に、性的行為を行っているティーンエイジャーの視覚的描写は、「現代社会の事実」を表現しており、芸術と文学のテーマとなっている。このような描写を含む作品には、ウィリアム・シェイクスピアによる戯曲を基にしたバズ・ラーマンの1996年の映画『ロミオ+ジュリエット』や、アカデミー賞を受賞した映画『トラフィック』と『アメリカン・ビューティー』などがある。 「これらの映画、または他の人がそれらの主題を探索し、創作した作品も法律の定義内で性的活動の単一の視覚的描写を含むならば、作品の著作者は、作品の価値を問わずに厳しい刑罰を科されることになるが、これは合衆国憲法修正第1条の基本的な精神と矛盾している。作品の芸術的価値は、単一の明示的なシーンの存在に依存していない」。
したがって、CPPAは反児童ポルノ法とは異なる理由で表現を禁止している。児童ポルノの流通と所有を禁じる法律は、その真の文学的価値や芸術的価値にかかわらず、それが生産される方法によって流通を禁止している。しかし、CPPAによって禁止されている物は、「犯罪は記録されておらず、生産によって被害者は発生していない」。児童ポルノは必ずしも価値がないわけではなく、児童ポルノの作成と配布は、必然的に子供に害を及ぼすという理由で違法となっている。「ファーバー事件」は、バーチャル児童ポルノを、文学的価値を持つと思われる児童ポルノを保護することを、実在する子供を使ったポルノを作ることによる害を軽減する代替手段として明示的に許可した。CPPAは、この区別を排除し、これまで法的な代替案に従事してきた人々を罰している。
政府は、CPPAがなければ、子供に対する凶悪犯罪者がバーチャル児童ポルノを使って子供を誘惑する可能性があると反論した。しかし、不道徳な目的のために使われるかもしれないおもちゃ、映画、ゲーム、ビデオゲーム、キャンディー、お金など、無実のものは多くあるが、それらが誤用される可能性があるからといって禁止されないように、合衆国憲法修正第1条は、表現と行為を区別し、単に表現が悪い行為につながる可能性があるからといって、表現の禁止を容認しない。CPPAの目的は違法行為を禁止することであったが、法を遵守している大人に表現を制限させているので、その目標を遥かに逸脱している。児童ポルノの市場を排除することが目標だった場合、裁判所は合法的な表現を排除しても政府がその目標を達成できないと判断した。しかし、彼の表現が合法であることを証明するために、表現者に負担をかけてはならない。更に、そのような積極的抗弁は、子どもが生産に悪用されていないことを証明することができる場合でも、有罪判決を受ける恐れがあるので、それ自体の条件では不完全なものとなってしまう。
性的行為に従事する未成年者を描写した印象を伝える宣伝を禁止する条項については、裁判所はこの条項が更に無差別であると判断した。たとえ映画に未成年者が関わる性的に露骨なシーンが含まれていなくても、タイトルや予告編にそのシーンが映画にあるという印象を伝えれば、児童ポルノとして扱うことができてしまう。猥褻行為の忌避は争点であるかもしれないが、「感情を伝える」という禁止は、全く合法だった音声広告の描写を禁止している。合衆国憲法修正第1条は、CPPAが策定したものよりも、より精密な定義を要求している。

## 少数意見
ウィリアム・レンキストは、急速な技術の進歩によって、現実の子供を基に作られたポルノと、子供の模擬イメージで作られたポルノを区別するのは、不可能ではないにせよ、すぐに非常に困難になるだろうという考えから反対意見を述べた。議会は、実在の児童ポルノの禁止を徹底することに強い関心を持っているが、急速に進歩している技術によって、間もなくそれがほとんど不可能になると主張した。レンキストは、政府が実際にCPPAの下でトラフィックやアメリカン・ビューティーのプロデューサーを起訴した場合、合衆国憲法修正第1条の深刻な懸念が生じることに同意した。しかし政府はそうしなかったし、レンキストは法律が政府がそのようなことを行うと解釈される必要はないと信じていた。レンキストは、CPPAは単なる性的活動の示唆ではなく、実際の性行為に従事する未成年者の描写を禁止していると考えた。CPPAは、単に「性的に露骨な行為をしている実際の子供と区別がつかないコンピュータ生成の画像」を禁止している。多数意見が言及した映画のいずれも、実際の性行為に従事している子供の描写はない。そして、「印象を伝える」という点については、レンキストはこの条項を単に反迎合的なものに分類した。定義上、限定的に猥褻なだけではなく、いかなる場合にも猥褻であると考えたので、その条項も合衆国憲法修正第1条に違反していなかったと主張した。

## 影響
この判決以後、多くの裁判所がこの最高裁判決を判例として、バーチャルなポルノに関して、それを制作した者、所有する者が無罪となり、アメリカ社会にバーチャル・ポルノの自由がもたらされた。